# Rhudaur
Rhudaur («Bosque del Este» en sindarin) es un reino ficticio del legendarium de J. R. R. Tolkien. Estaba limitado por las Landas de Etten al norte, las Montañas Nubladas al Este, El Ángulo al Sur y las Colinas del Viento al oeste. La población estaba formada básicamente por montañeses y pastores que vivían en pequeñas aldeas bastante dispersas.

## Historia
Tras la muerte del rey Eärendur de Arnor en el año 861 T. E., sus tres hijos, Amlaith, Thorondur y Aldarion, se disputaron la herencia del reino, que al final quedó dividido en tres nuevos: Arthedain, fundado por Amlaith; Cardolan, fundado por Thorondur; y Rhudaur, fundado por Aldarion. 
Desde la fundación de Rhudaur comienzan las disputas por los territorios, especialmente por Amon Sûl. En el año 1150 TE, el rey permitió a los hobbits Fuertes instalarse en el Ángulo (las tierras entre los ríos Fontegrís y Sonorona). Sin embargo, pronto la línea de los Dúnedain fue expulsada del trono, que fue ocupado por montañeses.
Con la fundación de Angmar por el Rey Brujo en 1300 TE, Rhudaur empezó a hacer pactos secretos con él y el reino cayó por completo en maldad. Los pocos Dúnedain que quedaban abandonaron las tierras y muchos Hobbits emigraron hacia el oeste, asentándose algunos en Bree.
Tras la muerte del Rey Malvegil de Arthedain, su hijo Argeleb I fue coronado y reclamó el trono de Rhudaur y también el de Cardolan, pero los jefes de ambos se negaron.
En el año 1356 T. E., el Rey Brujo incitó a Rhudaur a que atacara a Arthedain. Las tropas de Angmar y Rhudaur sitiaron Amon Sûl, pero Argeleb I, con la ayuda de Cardolan y Lindon, consiguieron derrotarles. Entonces los Fuertes que quedaban en Rhudaur abandonaron las tierras.
El Rey Brujo decidió contratacar con todas sus fuerzas a Arthedain y Cardolan y para ello comenzó la invasión de Rhudaur, para poder así controlarla sin mediación con los montañeses.
Tras su completa invasión, el Rey Brujo devastó Cardolan, incendió Amon Sûl y sitió Rivendel. 
Rhudaur quedó hasta el año 1976 T. E. bajo control de Angmar, ya que ese año el Rey Brujo fue derrotado en la Batalla de Fornost. Pero entonces Rhudaur estaba en ruinas y solo quedaban unas pocas aldeas. Casi mil años después, tres Trolls bajaron de las montañas y destruyeron dos de esas aldeas.
- Datos: Q2292317